# Pauliner
Pauliner – nazwa podwójnego szeląga bitego w XVII w. przez biskupów Münster, przedstawiająca postać św. Pawła Apostoła.